# 로스 맬링거
로스 맬링거(Ross Malinger, 1984년 7월 7일 ~ )는 미국의 텔레비전 배우, 영화배우, 성우이다.
레드우드시티에서 태어났다.

## 영화
- 톰 소여의 모험 (1998년)
- 리틀 빅풋 (1997년)
- 바이 바이 러브 (1995년)
- 서든 데쓰 (1995년)
- 터치드 바이 언 엔젤 (1994년)
- 시애틀의 잠 못 이루는 밤 (1993년) - 조나 볼드윈 역
- 닥터 퀸 (1993년)
- 마지막 만찬 (1991년)